# Deborah Kara Unger
Deborah Kara Unger (Vancouver, Columbia Británica; 12 de mayo de 1966) es una actriz canadiense.

## Biografía
Unger nació en Vancouver (Columbia Británica). Su madre era especialista en desechos nucleares y su padre era ginecólogo. Antes de convertirse en actriz estudió economía y filosofía en la Universidad de la Columbia Británica. Posteriormente se convertiría en la primera canadiense en ser aceptada en el National Institute of Dramatic Art (Instituto Nacional de Arte Dramático) de Australia.
Unger ha actuado en filmes comercialmente exitosos como The Game y Payback. También ha participado en películas aclamadas por la crítica como Keys to Tulsa y The Salton Sea.

## Filmografía
- Vengeance: A Love Story (2017)
- White Lillies (2015, telefilme)
- Dangerous Arrangement (2015, telefilme)
- The Hollow (2015, telefilme)
- Rehearsal (2015)
- A Dark Truth (2012)
- 186 Dollars to Freedom (2012)
- Silent Hill: Revelation 3D (2012)
- The City of Gardens (2011)
- Sophie (2011)
- The Maiden Danced to Death (2011)
- Samuel Bleak (2011)
- The Hot Zone (2011, telefilme)
- Combat Hospital (2011, serie de TV)
- El camino (2010)
- Transparency (2010)
- Messages Deleted (2009)
- Walled In (2009)
- Angel and the Badman (2009, telefilme)
- 88 minutos (2007)
- Shake Hands with the Devil (2007)
- Silent Hill (2006)
- Things That Hang from Trees (2006)
- The Alibi (2006)
- Jesus of Suburbia (2005, video musical)
- White Noise (2005)
- A Love Song for Bobby Long (2004)
- One Point O (2004)
- Emile (2003)
- Stander (2003)
- Hollywood North (2003)
- Fear X (2003)
- Thirteen (2003)
- Leo (2002)
- Between Strangers (2002)
- The Salton Sea (2002)
- Ten Tiny Love Stories (2001)
- Signs & Wonders (2000)
- The Hurricane (1999)
- Sunshine (1999)
- The Weekend (1999)
- Payback (1999)
- Youri (1999)
- The Rat Pack (1998, telefilme)
- Refugio en el paraíso (1998)
- The Game (1997)
- Keys to Tulsa (1997)
- No Way Home (1996)
- Crash (1996)
- Highlander III: The Sorcerer (1994)
- State of Emergency (1994, telefilme)
- Whispers in the Dark (1992)
- Blood Oath (1990)
- Breakaway (1990)
- Till There Was You (1990)
- Bangkok Hilton (1989, miniserie)